# Kristus (Thorvaldsen)
Kristus je kip vstalega Jezusa Kristusa iz belega carrarskega marmorja iz leta 1833, delo Bertela Thorvaldsena, ki stoji v cerkvi Naše Gospe (evangeličansko-luteranska cerkev Danske) v Københavnu na Danskem. Naročen je bil kot del večje skupine, ki vključuje 11 od prvotnih 12 apostolov in apostola Pavla (namesto Juda Iškarijota). Bil je veliko reproduciran. Slike in replike kipa so sprejeli voditelji Cerkve Jezusa Kristusa svetih iz poslednjih dni (Cerkev LDS) v 20. stoletju, da bi poudarili osrednjo vlogo Jezusa Kristusa v svojih naukih.

## Izvirna skulptura
Marijina cerkev je bila uničena v požaru septembra 1807 zaradi bombardiranja britanske kraljeve mornarice med bitko za København (1807), ki je bila del napoleonskih vojn. Ko so cerkev obnavljali, je bila Thorvaldsenu leta 1819 naročena izdelava kipov Jezusa Kristusa in apostolov, krstilnik, drugo pohištvo in dekorativni elementi. Model iz mavca je bil dobavljen za posvetitev cerkve 7. junija 1829, končni kip iz belega carrarskega marmorja pa ga je zamenjal novembra 1833. Kip je visok 3,45 metra. Kristus, ki se dviga v nebesa in blagoslavlja zaostale učence z iztegnjenimi rokami proti njim (Lk 24,50-52). Napis na dnu skulpture se glasi Kommer til mig (Pridi k meni) s sklicevanjem na biblijski verz Mt 11,28. Jezus Kristus je upodobljen z razširjenimi rokami in prikazujejo rane na rokah svojega vstalega telesa. Originalni model iz mavca je na ogled v Thorvaldsenovem muzeju v Københavnu. Ta upodobitev je postala znana po vsej Evropi v 19. stoletju.

## Replike
Cerkve
- V Vavelski stolnici v Krakovu na Poljskem (1833; postavljena 1835)
- V cerkvi sv. Petrija (Norveška cerkev) v Stavangerju na Norveškem (1853)
- V kongregacijski kapeli Koranda (Evangeličanska cerkev čeških bratov) v Plznu na Češkem
- V cerkvi Gospodovega spremenjenja (starokatoliška cerkev Češke) v Varnsdorfu na Češkem [3]
- V združeni luteranski cerkvi sv. Janeza (1926; prvotno dansko govoreča kongregacija) v soseski Phinney Ridge v Seattlu, Washington, ZDA
- V Združeni metodistični cerkvi sv. Pavla v Houstonu, Teksas, ZDA
- V luteranski cerkvi Trinity v Galesburgu, Illinois, ZDA (les izrezljal Meyer v Oberammergauu, Nemčija)
- V cerkvi Onsta Gryta (Švedska cerkev) v Västeråsu na Švedskem (2009; 6 čevljev visok; 30.000 belih Lego kock)[4]
- Pred Cerkvijo miru (protestantsko) v Potsdamu, Nemčija (1845-1854)
- Pred katedralno adventno cerkvijo (Episcopal) v Birminghamu, Alabama, ZDA

Pokopališča
- Na pokopališču Oakwood v Huntsvillu, Teksas, ZDA (bron)
- V spominskem parku Forest Lawn v Glendaleu, Kalifornija, ZDA (1947; The Court of the Christus na Cathedral Drive)[5]
- Na pokopališču Forest Lawn Cypress v Cypressu v Kaliforniji, ZDA (1959; The Garden of Faith na Sunset Drive)
- Na pokopališču Forest Lawn Hollywood Hills v Hollywood Hillsu, Kalifornija, ZDA (The Court of Remembrance)
- Na pokopališču Forest Lawn Covina Hills v Covina Hills, Kalifornija, ZDA
- Na pokopališču Luisenfriedhof I v Berlinu, Nemčija (bron)
- Na pokopališču Luisenfriedhof III v Berlinu, Nemčija
- V družinski grobnici Haggenmacher na pokopališču Farkasréti v Budimpešti na Madžarskem (1919)

Bolnišnica
- V bolnišnici Johns Hopkins v Baltimoru, Maryland, ZDA (1896; Christus Consolator)[6]